# Wielki Dom Żupny w Lewoczy

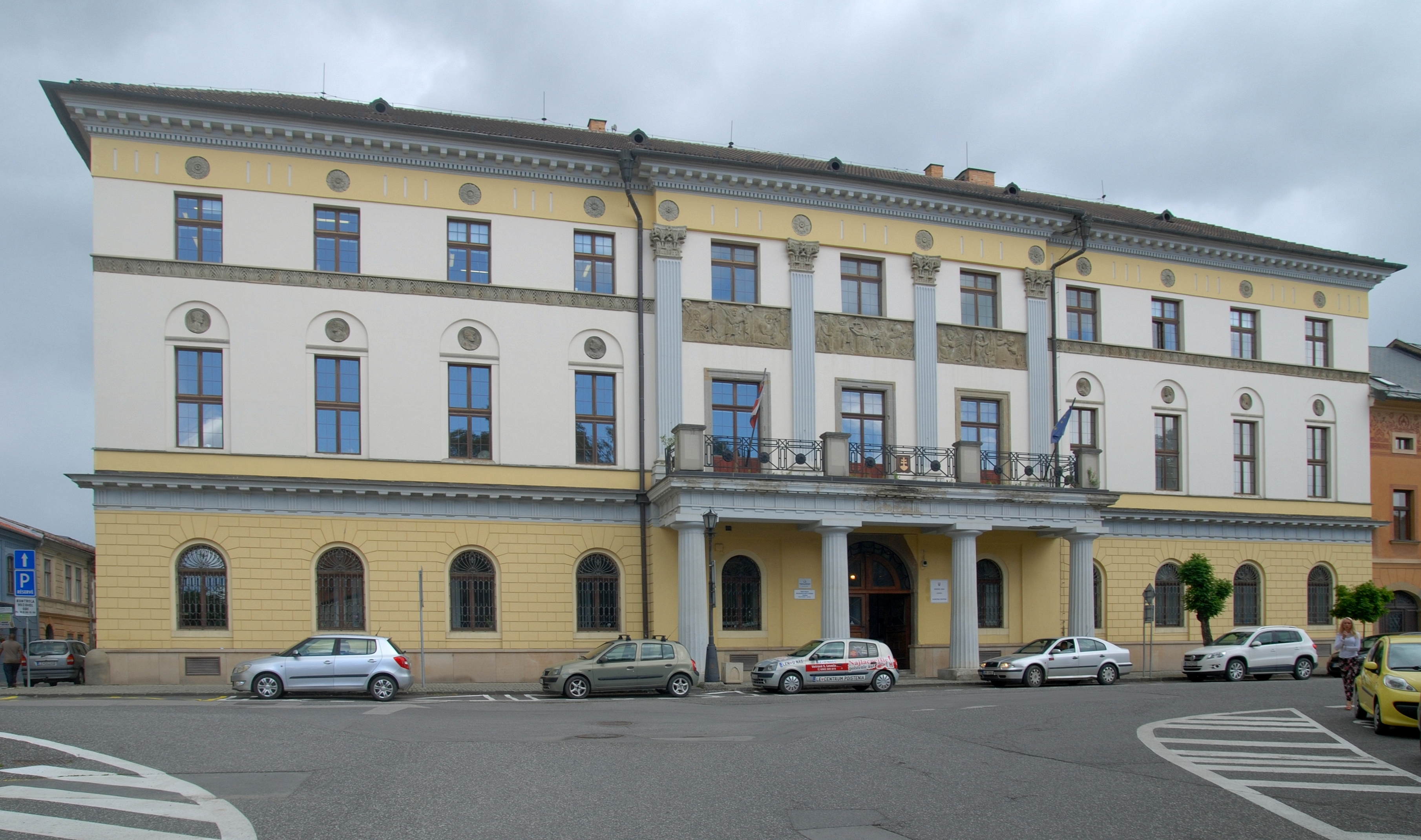
Wielki Dom Żupny w Lewoczy

Wielki Dom Żupny (słow. Veľký župný dom) – zabytkowa budowla w Lewoczy w północno-wschodniej Słowacji, dawna siedziba żupy spiskiej.

## Położenie
Budynek znajduje się w północnej pierzei wydłużonego rynku lewockiego – obecnie Námestie Majstra Pavla nr 59. Sąsiaduje z pierwotną siedzibą żupy spiskiej – Małym Domem Żupnym.

## Historia
Od XVI w. do roku 1923 Lewocza była siedzibą żupy spiskiej, której siedziba zajmowała pierwotnie budynek w północnej pierzei lewockiego rynku, sąsiedni w stosunku do omawianego (tzw. Mały Dom Żupny). Potrzeby żupy, rosnące zwłaszcza w drugiej połowie XVIII w. za czasów cesarzowej Marii Teresy, a następnie jej syna Józefa II, zmusiły administrację do zbudowania nowej siedziby.
Budynek wzniesiono w latach 1806-1826 wg projektu architekta Antona Povolnego z Egeru. Zbudowany w stylu klasycystycznym, dzięki licznym drobnym elementom architektonicznym, a zwłaszcza wyraźnym podziałom poziomym, doskonale komponuje się z renesansową zabudową rynku. Od początku swojego istnienia uznawany był za najpiękniejszy budynek administracyjny dawnych Węgier.

## Architektura
Budynek murowany, dwupiętrowy, z kondygnacjami oddzielonymi ozdobnymi fryzami. Kondygnacja parteru pokryta boniowaniem. Front symetryczny, jedenastoosiowy. Jego centralną część zajmuje słabo zaznaczony, wysoki na trzy kondygnacje trójpolowy ryzalit, którego pola ramują proste, kanelowane pilastry z głowicami korynckimi. Na pierwszym piętrze masywny balkon wsparty na czterech kolumnach doryckich. Fryz nad piętrem w granicach ryzalitu poszerzony; płaskorzeźby w nim zawarte przedstawiają alegorie pracy, sprawiedliwości, wytrwałości, nauki i sztuki. W półkolistych zamknięciach wnęk okiennych pierwszego piętra medaliony z rzeźbami głów.
Na parterze budynku znajdowały się kiedyś pomieszczenia gospodarcze i magazyny, piętro zajmowała administracja żupy, zaś drugie piętro służyło innym urzędom. Wielka sala posiedzeń żupy, wysoka na dwie kondygnacje, zajmowała centralną część budynku. Obecnie odrestaurowany budynek również służy celom administracyjnym.